# William Wright (Politiker, 1794)

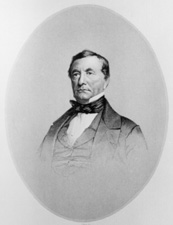
William Wright

William Wright (* 13. November 1794 in Clarksville, Rockland County, New York; † 1. November 1866 in Newark, New Jersey) war ein US-amerikanischer Politiker, der den Bundesstaat New Jersey in beiden Kammern des Kongresses vertrat.
William Wright besuchte zunächst die öffentlichen Schulen seiner Heimat und dann eine Privatschule in Poughkeepsie. Während des Britisch-Amerikanischen Krieges nahm er als Freiwilliger an der Verteidigung der Stadt Stonington (Connecticut) gegen die britischen Streitkräfte teil. Danach ließ er sich zum Sattler ausbilden und übte diesen Beruf zunächst in Bridgeport aus. 1821 zog er nach Newark, wo er ein eigenes Sattel- und Leder-Geschäft führte.
Von 1840 bis 1843 übte Wright das Amt des Bürgermeisters von Newark aus. Am 25. Mai 1843 wurde er als Nachfolger von Lewis Condict zum zweiten Präsidenten der Eisenbahngesellschaft Morris and Essex Railroad gewählt. Diesen Posten bekleidete er bis zu seinem Tod. Bereits Ende des Jahres 1842 gewann Wright die Wahl zum Abgeordneten im Repräsentantenhaus der Vereinigten Staaten für den neu geschaffenen 5. Kongresswahlbezirk von New Jersey. Er gehörte dem Parlament als Vertreter der Whigs vom 4. März 1843 bis zum 3. März 1847 an. 1847 stellten ihn die Whigs als Kandidaten für das Amt des Gouverneurs von New Jersey auf, doch mit 48,1 Prozent der Stimmen unterlag er recht knapp dem Demokraten Daniel Haines.
1850 wechselte Wright dann von den Whigs zu den Demokraten, für die er am 4. März 1853 in den Senat der Vereinigten Staaten einzog. Er verbrachte dort zunächst eine sechsjährige Amtsperiode bis zum 3. März 1859; die Wiederwahl gelang ihm nicht. Während dieser Zeit war er unter anderem Vorsitzender des Committee on Manufactures, des Committee to Audit and Control the Contingent Expenses und des Committee on Engrossed Bills. 1862 bewarb er sich erfolgreich um den zweiten Senatssitz von New Jersey, den er ab dem 4. März 1863 einnahm. Wright starb jedoch noch vor dem Ende seiner Amtszeit im November 1866 in Newark, wo er auch beigesetzt wurde.